# Samson et Néon (série télévisée d'animation)
Cet article concerne l'adaptation de la bande dessinée. Pour la bande dessinée, voir : Samson et Néon.
Samson et Néon est une série d'animation française en 78 épisodes de 7 minutes adaptée de la bande dessinée homonyme de Tébo et diffusée à partir du 4 janvier 2010 sur France 3 et Canal J.

## Synopsis
Samson est un garçon peu doué à l'école et avec les filles. Il fait par hasard la rencontre de Néon, un extra-terrestre venu sur Terre pour étudier la forme de vie humaine, et tâche tant bien que mal de la cacher aux yeux du monde. 

## Personnages
- Samson : Samson est un petit garçon blond. Il porte des lunettes vertes, un t-shirt orange avec une rayure blanche et noire, un jean, et des chaussures noires. Il sert souvent de cobaye à Néon pour ses expériences et inventions. Il est aussi amoureux d'une fille nommée Gladys.

- Néon : Néon est un extraterrestre et l'ami de Samson. Comme son corps est rose et mou, Samson se prend souvent un malin plaisir à le traiter de « Bubble-gum » ou « Tête de chewing-gum ». Souvent, il invente des objets pour aider Samson comme le « gargarisateur bionique » ou le « turbo-maillot ». Il est aussi friand de tripes au ketchup, unique chose qui lui permet de survivre sur Terre.

## Fiche technique
- Titre : Samson et Néon
- Création : Tébo
- Réalisation : Raoul[Qui ?]
- Scénario : Karine Mazloumian, Philippe Girard
- Musique : Ramon Pipin, Laurent De Gasperis
- Production : Thierry Berthier, Claude Berthier ; Giovanna Milano (associé)
- Société de production : Toon Factory avec la participation de France Télévisions, CNC, Canal J
- Pays : France
- Langue : français
- Format : couleur
- Nombre d'épisodes : 78 (1 saison)
- Durée : 7 min.
- Dates de première diffusion :  France : 4 janvier 2010

## Distribution (voix)
- Nathalie Bienaimé : Samson (sauf le pilote : Nathalie Homs)
- Martial Le Minoux : Néon (sauf le pilote : Benoît Allemane)
- Olivia Dutron : Ali / Gladys
- Emmanuel Fouquet : Tony / Le papa de Samson
- Philippe Roullier : Le prof de Samson / Le cerveau de Néon
- Tony Joudrier

 Source et légende : version française (VF) sur RS Doublage et crédits du générique de fin.
- Version originale
  - Direction artistique : Thierry Berthier
  - Studio d'enregistrement : Tabb Studios
  - Adaptation : Philippe Girard

## Autour de la série
- Samson lit ou regarde souvent une série nommée Captain Triceps, ce qui fait référence au célèbre Captain Biceps.
- La Star Académoche fait référence à Star Academy.
- On aperçoit deux erreurs dans l'épisode Casting sauvage : quand Samson annonce sa nouvelle à Néon, il porte un cartable sur le dos. Mais dans la scène suivante (après le rêve), il ne le porte plus. Quand Herbert et Léonard (déguisés) trouvent Gladys et font les présentations, Herbert ne porte plus sa fausse moustache[réf. nécessaire].